# Mike Weinberg
Mike Weinberg (n. 16 februarie 1993 în Los Angeles, California, SUA), este un actor american, cunoscut cu numele Kevin McCalister pentru rolul său din filmul Singur Acasă 4.

## Televiziune
- The Suite Life of Zack and Cody (2006)-Theo Cavenaugh
- 7th Heaven (2001/2002)-Billy West
- Scrubs (My Best Moment) (2004)-Tyler Milligan
- Dark Angel (2000)-Jude Thatcher

## Filmografie
- Life as a House (2001)- Adam
- Home Alone 4: Taking Back The House (2002)- Kevin McCallister
- Stolen Summer (2002)- Danny Jacobsen

1. ↑  CONOR.SI[*] Verificați valoarea |titlelink= (ajutor)